# Cocktail (programa de televisão)
Cocktail foi um programa de televisão brasileiro exibido de 23 de agosto de 1991 até 13 de agosto de 1992 no Sistema Brasileiro de Televisão (SBT). Era um programa semanal apresentado por Luís Carlos Miele e foi um dos 10 presentes do SBT quando a emissora completou 10 anos de inauguração. Foram exibidos 52 programas, porém foram produzidos, ao todo, 55 programas, pois os três últimos (depois do especial de aniversário) não foram exibidos em razão da estreia do programa de Sula Miranda.
Era um game show com momentos de erotismo e sensualidade. No início o programa era exibido às sextas-feiras, depois passou a ser exibido às quintas-feiras, logo depois passou a ser exibido aos sábados e voltou a ser exibido às quintas-feiras nos últimos meses de exibição. Apesar de ter perdurado um ano, Cocktail fez muito sucesso é um programa inesquecível para fãs.

## Origem e conceito
Foi baseado em um programa semelhante exibido na Itália denominado Colpo Grosso. Foram realizadas diversas versões do programa como ¡Ay, qué calor! na Espanha e o Tutti Frutti na Alemanha e na Suécia. O cenário do Programa era um navio cruzeiro. Durante o programa acontecia um jogo disputado entre ambos os participantes (invariavelmente, um homem e uma mulher), no decorrer do qual belas mulheres chamadas de "garotas tim-tim", cada qual representando uma fruta, exibiam os seios de acordo com a natureza de cada brincadeira. Havia também as garotas-estados, que faziam um striptease quase completo. No fim do programa, a superestrela fazia um striptease total (mas sem exibição genital). Nos últimos programas, começaram a ser exibidos stripteases parciais de top-models masculinos.

## Garotas tim-tim
Originais:
- Sílvia Rivera (pêssego)
- Cláudia Barone (morango) - também foi assistente de palco de Silvio Santos
- Déborah Cardoso (laranja)
- Carla Maria (uva)
- Samara Lima (limão)
- Celeste Zeminian (abacaxi) - também foi assistente de palco de Silvio Santos
- Janine Rangel (cereja)

Posteriores:
- Fabiane Zanon (kiwi)
- Adriana Andreosi (pera)
- Ana Karla Siqueira (framboesa)
- Ana Paula Nero (maçã)
- Cláudia Ferreira (tangerina)
- Sandra Cruz (amora)

## Garotas-estado
Sandra Cruz (Rio de Janeiro), Rosana Pires (Amapá), Eliane (Maranhão), Cláudia Ferreira (Mato Grosso), Leila Souza (Bahia), Patrícia (Paraná), Alexa (Ceará), Ana Paula (Rio Grande do Sul), Fabíola Coelho (São Paulo), Ana Karla Siqueira (Santa Catarina), Marise Oliveira (Amazonas), Cristina Nucci (Goiás), Núbia Santos (Rio Grande do Norte), Paula Lemos (Espírito Santo), Sirlene (Alagoas), Marli Mendes (Maranhão), Fabiane Zanon (Pernambuco), Adriana Andreosi (Minas Gerais), Juana (Rondônia), Olívia (Sergipe), Newri (Pará), Eliana (Roraima), Carla Gomes (Acre), Jaqueline de Oliveira (Bahia), Margareth (Paraná), Sandra (Tocantins), Gisa (Sergipe), Suzana (Piauí), Cristina Takeda, Irlanda Souza, Andréa Lobo, Cíntia de Oliveira, Patrícia Batista, Patrícia Lima, Késsia Laronga, Ana Paula Hernandez, Andréa Schimidhaussler, etc.
Nos últimos programas, as garotas-estado passaram a se chamar top-models.

## Superestrelas
Ana Paula Hernandez, Wania Acayaba, Suzy Ayres, Tatiana Botelho, Ticiana Zeloni, Luciana Lins, Patrícia Lima, Nataly Sanches, Malu Bailo, Daniela Freire e Ana Lúcia. A assistente de palco era Mônica Schiavon. Ela fazia muito sucesso no programa, porém nunca tirou a roupa.

## Atrações
No programa Cocktail, havia várias brincadeiras, como Estrela Iluminada, Coquetel de Frutas, Frio/Calor, Jogo da Super-Estrela etc. Também no decorrer do programa, havia atração musical (poderia ser nacional ou internacional), algumas atrações musicais que estiveram no programa: Trio Los Angeles, Daniela Mercury, Eduardo Dusek, Selma Reis, Tania Alves, Sá & Guarabira, Heróis da Resistência, Biquini Cavadão, Ultraje A Rigor, Jimmy Cliff, Nico Fidenco, Loco Mia, Roberto Leal, etc. Na Sessão da Correspondência, os fãs do Cocktail podiam mandar cartas para expressar admiração pelas garotas tim-tim (a maioria das cartas eram para as garotas tim-tim), garotas-estado ou para a assistente de palco Mônica. O apresentador Luis Carlos Miéle também recebia cartas em algumas ocasiões. Para mandar carta para a Sessão da Correspondência era para o seguinte endereço:
▪Produção do Cocktail São Paulo/SP 02090

## Gravação
O programa era gravado no antigo complexo televisivo do SBT, na Rua Dona Santa Veloso 575 (onde atualmente está localizada a sede da Igreja Bíblica da Paz), no bairro Vila Guilherme, em São Paulo.

## Participação no programa
Para participar do programa Cocktail, era necessário ser maior de idade e mandar uma carta com foto para o seguinte endereço:
- Programa Cocktail São Paulo/SP 02090

## Concorrência
A série Crônicas do Jovem Indiana Jones, exibida pela Rede Globo, concorria com o programa do SBT e as derrotas do programa eram constantes, apesar do cunho erótico do programa. A Rede Globo pegava sucesso do personagem Indiana Jones que estava em alta graças as inúmeras reprises de Os caçadores da arca perdida, Indiana Jones e o Templo da Perdição e Indiana Jones e a Última Cruzada também fizeram com que o programa do SBT ficasse atrás no Ibope.

## Polêmica
Apesar dos grandes índices de audiência, (quando não concorria com a série Crônicas do Jovem Indiana Jones que era demolido impiedosamente pela Rede Globo) o programa saiu do ar com apenas um ano de existência, por exigência de grupos religiosos e moralistas, como o grupo "O Amanhã de Nossos Filhos" e a Arquidiocese do Rio de Janeiro (comandada na época por dom Eugênio Sales e que condenava várias emissoras de televisão pela veiculação de cenas de nudez, como nas telenovelas da Rede Manchete Dona Beija e Pantanal).
O programa foi polêmico devido à exibição de nudez em seu horário, em que um público menor de idade estava em sua maioria acordado (o programa era dedicado ao público maior de idade). No fim do último programa, exibido em 13 de agosto de 1992, que foi um especial de aniversário do programa, foi exibida a seguinte mensagem: 
| “ | A série Cocktail foi mais que uma sequência de programas de televisão de sucesso: a nudez de nossas meninas e o arrojo de nossas imagens lavaram a alma daqueles que conhecem o tempo em que vivem e fogem do falso moralismo. | ” |